# Dropull
Dropull (forma alternativa albanesa: Dropulli) o Drópolis (griego: Δρόπολις) es un municipio del condado de Gjirokastër, en el sur de Albania, de mayoría étnica griega. Es un área rural situada al sur de Gjirokastër en la frontera con la República Helénica, junto al río Drino. Los pueblos están reconocidos por el Gobierno albanés como zona de la minoría étnica griega. El municipio fue creado en 2015 mediante la fusión de los antiguos municipios de Dropull i Poshtëm, Dropull i Sipërm y Pogon. El ayuntamiento tiene su sede en el pueblo de Sofratikë. La población total del municipio es de 3503 habitantes (censo de 2011), en un área total de 448.25 km².